# Harnarain Jankipersadsing
Harnarain Jankipersadsing (Paramaribo, 21 maart 1940 – aldaar, 15 augustus 2014) was een Surinaamse architect en minister.

## Biografie

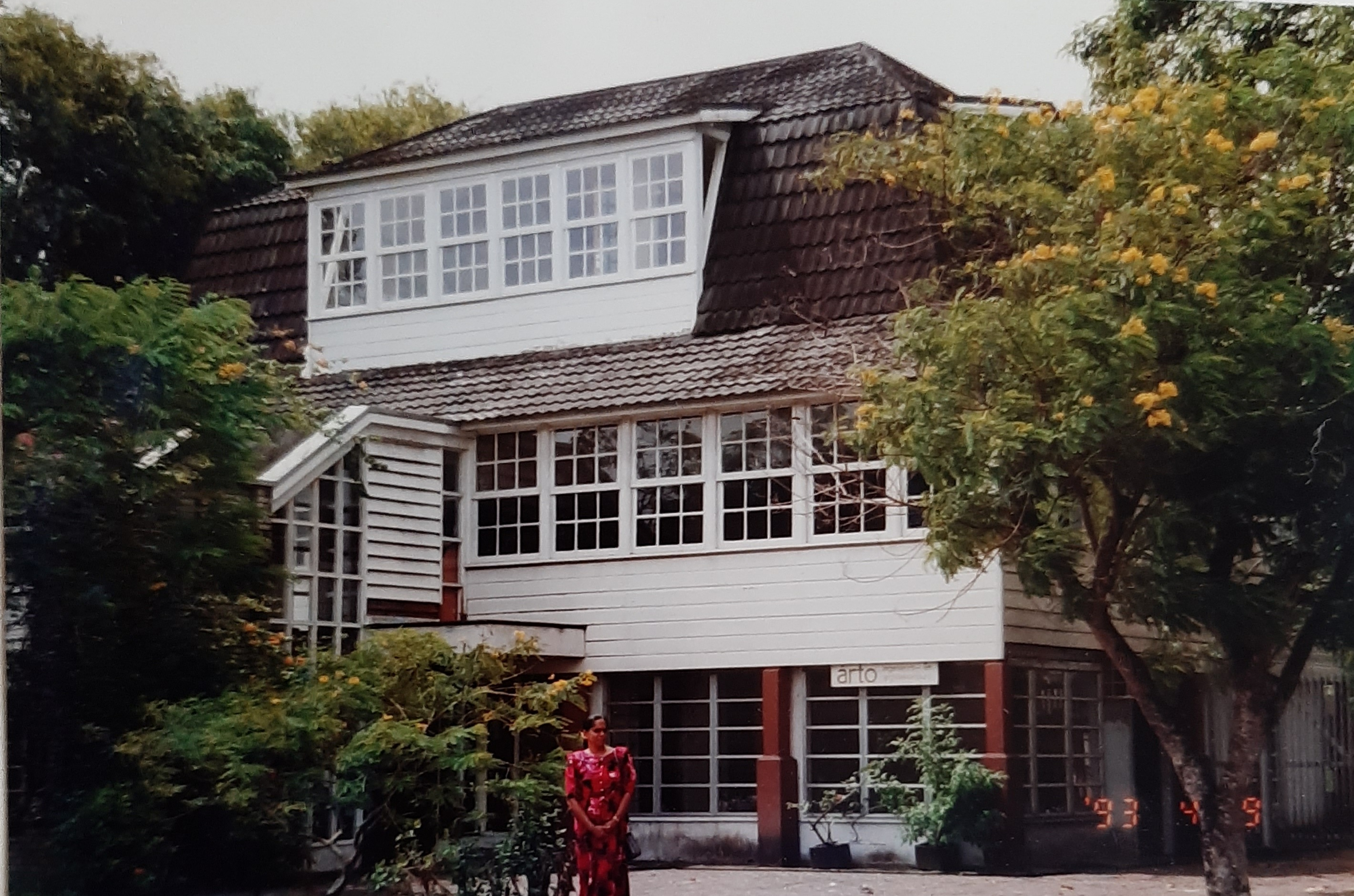
ARTO n.v., Coppenamestraat 55 Paramaribo. Helaas is dit pand gesloopt.

Harnarain Jankipersadsing studeerde architectuur en bouwtechniek aan de Technische Hogeschool te Delft en behaalde de graad van bouwkundig ingenieur in 1970. Na een korte loopbaan bij het Ministerie van Openbare Werken en Verkeer te Paramaribo, richtte hij in 1973 ingenieurs- en architectenbureau ARTO op. 
Hij was voorzitter van de Unie van Architecten in Suriname (UAS) en voorzitter van de stichting Suriname Hindi Parishad. Sinds 1977 was hij verbonden als part-time docent aan de faculteit Bouwkunde van de Anton de Kom Universiteit van Suriname.
Jankipersadsing was van 1988 tot 1991 minister in het kabinet-Shankar van Openbare Werken, Telecommunicatie en Bouwnijverheid.
In zijn leven werd hij onderscheiden in de Orde van het Zuiderkruis en als Commandeur  in de Ere-Orde van de Gele Ster.
Ir. Harnarain Jankipersadsing was gehuwd met Shanta Jankipersadsing-Paltantewarie (overleden op 25 september 2010) en had vier kinderen.